# Млынок (Черниговская область)
Млыно́к (укр. Млинок) — село в Сновском районе Черниговской области Украины. Население 37 человек. Занимает площадь 16 км².
Код КОАТУУ: 7425881504. Почтовый индекс: 15212. Телефонный код: +380 4654.

## Власть
Орган местного самоуправления — Елинский сельский совет. Почтовый адрес: 15212, Черниговская обл., Сновский р-н, с. Елино.